# Alvin und die Chipmunks treffen Frankenstein
Alvin und die Chipmunks treffen Frankenstein ist ein US-amerikanischer animierter Comedy-Horrorfilm aus dem Jahr 1999, der von Bagdasarian Productions, LLC und Universal Cartoon Studios produziert wurde. Den Vertrieb übernahm Universal Studios Home Video. Es wird von Kathi Castillo inszeniert, geschrieben von John Loy und basiert auf Charakteren von Alvin und den Chipmunks und Mary Shelleys 1816er Roman Frankenstein. Dies ist der erste von drei Alvin- und Chipmunks-Direkt-zu-Video-Filmen und die erste von drei Universal Cartoon Studios-Produktionen, die von Tama Productions in Tokio, Japan, in Übersee animiert wurden.

## Handlung
Die Chipmunks treten in dem Themenpark „Majestic Movie Studios“ (eine Parodie der Universal Studios Hollywood) auf. Während einer Konzertpause gehen die Chipmunks verloren und werden schließlich im Park eingeschlossen. Sie irren umher und gelangen in „Frankenstein's Castle“, wo ein echter Dr. Victor Frankenstein an seinem Monster arbeitet. Als das Monster zum Leben erweckt wird, lässt Frankenstein von ihm die Chipmunks verfolgen. Bei ihrer Flucht verliert Theodores seinen Teddybär, der von dem Monster gefunden wird.
Das Monster folgt den Chipmunks und gibt den Bären an Theodore zurück, wodurch beide Freunde werden. Die Chipmunks erfahren nun, dass das Monster, das Theodore „Frankie“ getauft hat, im Grunde sehr gutherzig ist. Frankenstein, der sein Monster zurückhaben will, entführt deshalb Alvin. Um ihren Freund zu retten, eilen Simon, Theodore und Frankie zurück in den Park. Dort wird Alvin gerade von Frankenstein ein Trank eingeflößt, der einen starken elektrischen Schlag auslöst. Während Frankie Alvin befreit, stiehlt Simon das Zaubertrankbuch von Frankenstein. Kurze Zeit später entfaltet der Zaubertrank bei Alvin seine volle Wirksamkeit und er verwandelt sich in ein verrücktes Cartoon-Monster. So verursacht Alvin auf seinem Weg durch den Park ein großes Chaos. Mit Hilfe des Zaubertrankbuchs mischen Simon und Theodore ein Gegenmittel aus verschiedenen Zutaten zusammen und füttern es Alvin während seines Amoklaufs. Alvin kehrt zur Normalität zurück und die Chipmunks spielen ihr Konzert in alter Form. Theodore stellt nun Frankie der Öffentlichkeit vor und verspricht, dass das Monster niemandem schaden wird, sofern man es freundlich behandelt.

## Synchronisation
| Name                    | Originalsprecher         | Deutscher Synchronsprecher |
| ----------------------- | ------------------------ | -------------------------- |
| David 'Dave' Seville    | Ross Bagdasarian         | Johannes Berenz            |
| Alvin Seville           | Ross Bagdasarian         | Björn Schalla              |
| Theodore Seville        | Janice Karman            | Ghadah Al-Akel             |
| Simon Seville           | Ross Bagdasarian         | Gerrit Schmidt-Foß         |
| Bud Wiley               | Kevin Michael Richardson | Michael Bauer              |
| Dr. Victor Frankenstein | Michael Bell             | Reinhard Kuhnert           |
| Frankensteins-Monster   | Frank Welker             | Viktor Neumann             |
| Mr. Ted Yesman          | Jim Meskimen             | Dietmar Wunder             |
| Ms. Beatrice Miller     | Mary Kay Bergman         | Eva-Maria Werth            |
| Polizist                | Dee Bradley Baker        | Uwe Jellinek               |
| Sicherheitsbeamter      | Kevin Michael Richardson | Oliver Siebeck             |
| Tourführer Phil         | Dee Bradley Baker        | Stefan Krause              |

## Medien
Der Film wurde am 28. September 1999 als VHS-Video und am 7. September 2004 von Universal Studios auf DVD (als Monster Bash Fun Pack mit Alvin and the Chipmunks Meet the Wolfman, Monster Mash und vier Folgen von Archies Weird Mysteries) veröffentlicht.
Eine DVD mit dem Titel Scare-riffic Double Feature, die nur diesen Film und Meet the Wolfman enthält, wurde am 4. September 2007 veröffentlicht. Die DVD Scare-riffic Double Feature wurde am 11. März 2008 mit einem anderen Cover erneut veröffentlicht.